# Ufuk Talay
Ufuk Talay (født 26. marts 1976) er en tidligere australsk fodboldspiller.